# 長谷川泉

長谷川泉

長谷川 泉（はせがわ いずみ、1918年2月25日 - 2004年12月10日）は、日本の国文学者。近代文学専攻。

## 経歴
千葉県山武郡生まれ。1942年、東京帝国大学国文科を繰り上げ卒業。在学中に「帝国大学新聞」の編集に携わる。
医学書を刊行する医学書院に入社。これは妻の兄が創業者の女婿だった縁故。1944年、母校の大学院に入学し、1949年まで在籍。その間に最初の著書『近代への架橋』を刊行。戦中戦後にかけて「東京大学新聞」を編集し、1945年に青年文化会議の事務局長となる。
学習院大学講師、國學院大學講師、東京大学講師、清泉女子大学教授を歴任するが、その間、医学書院勤務を続け、1979年に社長就任。
森鷗外記念会理事長。川端文学研究会会長、森鷗外記念館館長。
1958年、『近代日本文学評論史』『近代名作鑑賞』『近代日本文学』の三著作で、東大国語国文学会の久松賞を受賞。1991年、『森鷗外論考』で東大博士号取得。川端康成と森鷗外を中心に研究、評論活動を行った。

## 単著
- 『近代への架橋』（銀杏書房） 1948
- 『名詩の鑑賞』（医学書院、ナーセス・ライブラリ） 1951
- 『東西名詩の饗宴』（医学書院、ナーセス・ライブラリ） 1952
- 『西と東 訪欧の旅に拾う』（医学書院） 1955
- 『国木田独歩』（福村書店、国語と文学の教室） 1957
- 『近代日本文学評論史』（有精堂出版） 1958
- 『近代名作鑑賞』（至文堂） 1958
- 『近代日本文学 鑑賞から研究へ』（明治書院） 1958
- 『近代日本文学の展望』（至文堂） 1960
- 『近代日本文学思潮史』（至文堂） 1961
- 『近代詩鑑賞 世界の名詩へのいざない』（有信堂） 1961
- 『本の饗宴』（医学書院） 1961
- 『森鷗外論考』（明治書院） 1962
- 『文明開化』（さ・え・ら書房、私たちの日本古典文学） 1963
- 『方法と様式 』（至文堂） 1963
- 『随筆読解の理論』（明治書院） 1965
- 『森鷗外』（明治書院、写真作家伝叢書） 1965
- 『川端康成論考』（明治書院） 1965
- 『増補森鷗外論考』明治書院 1966
- 『近代文学研究法』（明治書院） 1966
- 『森鷗外論考 続』（明治書院） 1967
- 『鷗外「ヰタ・セクスアリス」考』（明治書院） 1968
- 『近代日本文学の機構』（塙書房） 1968
- 『坊っちゃんと夏目漱石』（さ・え・ら書房） 1970
- 『鷗外「ヰタ・セクスアリス」考 続』（明治書院） 1971
- 『川端文学への視点』（明治書院） 1971
- 『万延元年三月三日』（さ・え・ら書房、日本史の目） 1972
- 『彩絵硝子の美学 三島由紀夫の知的運命』（至文堂） 1973
- 『川端文学の味わい方』（明治書院） 1973
- 『現代文章の味わい方』（明治書院） 1974
- 『戦後文学史』（明治書院） 1974
- 『文章を書く心』（教育出版センター） 1974
- 『近代日本文学の位相』（桜楓社） 1974
- 『鷗外文学の位相』（明治書院） 1974
- 『文学の虚構と実存』（至文堂） 1977
- 『近代日本文学の側溝』（教育出版センター） 1978
- 『川端康成 その愛と美と死』（主婦の友社） 1978
- 『鷗外文学の機構』（明治書院） 1979
- 『長谷川泉詩集』（アート・プロデュース出版部） 1980.10
- 『鷗外文学の側溝』（明治書院） 1981
- 『川端文学の機構』（教育出版センター） 1984
- 『鷗外文学の涓滴』（至文堂） 1984
- 『鷗外文学と「独逸紀行」』（明治書院） 1985
- 『鷗外文学管窺』（明治書院） 1987
- 『嗚呼玉杯 わが一高の青春』（至文堂） 1989
- 『点滴森鷗外論』（明治書院） 1990
- 『女性作家の新流』（至文堂） 1991.5
- 『長谷川泉著作選』 全12巻 （明治書院） 1991 - 1998
- 『森鷗外盛儀』（教育出版センター） 1992
- 『森鷗外偶記』（三弥井書店） 1993
- 『川端康成燦遺映』（至文堂） 1998
- 『森鷗外燦遺映』（明治書院） 1998
- 『川端康成燦遺映 続』（至文堂） 2000
- 『森鷗外燦遺映 続』（明治書院） 2000
- 『長谷川泉自伝』（至文堂） 2003

## 編纂・共著
- 『近代文学論争事典』（至文堂） 1962
- 『近代文学雑誌事典』（至文堂） 1966
- 『川端康成作品研究』（八木書店） 1969
- 『川端文学 海外の評価』（武田勝彦共編、早稲田大学出版部） 1969
- 『三島由紀夫研究』（森安理文ほか共編、右文書院） 1970、のち新版 2020
- 『文壇史事典』（至文堂） 1972
- 『伊藤整研究』（三弥井書店） 1973
- 『井上靖研究』（南窓社） 1974
- 『近代歴史小説の世界』（桜楓社） 1975
- 『三島由紀夫事典』（武田勝彦共編、明治書院） 1976
- 『「山の音」の分析研究』（鶴田欣也共編、南窓社） 1980
- 『「雪国」の分析研究』（鶴田欣也共編、教育出版センター） 1985
- 『日本文学新史 現代』（至文堂） 1986
- 『井伏鱒二研究』（鶴田欣也共編、明治書院） 1990

## 詩集
- 心象風景　1957
- 不惑彷徨　1960